# Eurytoma manilensis
Eurytoma manilensis är en stekelart som beskrevs av William Harris Ashmead 1904. Eurytoma manilensis ingår i släktet Eurytoma och familjen kragglanssteklar.
Artens utbredningsområde är Filippinerna. Inga underarter finns listade i Catalogue of Life.